# Li Zongren
Li Zongren (ur. 13 sierpnia 1890, zm. 30 stycznia 1969) – chiński wojskowy, militarysta, prezydent Republiki Chińskiej od 1949 do 1950 roku.

## Życiorys
Urodził się we wsi Xixiang w Guilin w Guangxi, jako drugi syn nauczyciela Li Beiyinga. W 1910 roku wstąpił do republikańskiej Ligi Związkowej.
Ukończył szkołę wojskową w Guilin. W okresie zamętu po śmierci Yuan Shikaia przyłączył się do militarystów, od 1924 roku był dowódcą kliki Guangxi. Od 1923 należał do Kuomintangu i walczył po jego stronie w czasie ekspedycji północnej.
Po rozłamie w Kuomintangu w 1929 brał udział w walkach z siłami Czang Kaj-szeka aż do ich zakończenia w 1932 roku. W czasie wojny chińsko-japońskiej (1937–1945) był jednym z dowódców chińskiej armii. Dowodził wojskiem m.in. podczas zwycięskiej bitwy pod Tai’erzhuang w 1938 roku.
28 kwietnia 1948 został wybrany wiceprezydentem Republiki Chińskiej. Zaliczał się do przeciwników Czang Kaj-szeka, sprzeciwiających się bezsensownemu oporowi i opowiadających się za porozumieniem z komunistami. W lipcu 1948 roku podczas spotkania z ambasadorem amerykańskim Leightonem Stuartem Li zwierzył mu się, że sytuacja rządu Kuomintangu jest beznadziejna, zaatakował także Czanga. 
21 stycznia 1949 roku Czang zrezygnował z funkcji prezydenta Republiki, przekazując to stanowisko Li Zongrenowi. Li zaproponował komunistom porozumienie, jednocześnie znosząc stan wyjątkowy, zwalniając więźniów politycznych i rozwiązując tajną policję. Z rozkazu Li przerwano działania wojenne, a w Nankinie utworzono Komitet na Rzecz Pokoju. 24 kwietnia 1949 Chińska Armia Ludowo-Wyzwoleńcza wkroczyła do porzuconego przez siły Kuomintangu stołecznego Nankinu, a w miesiąc później w podobnych okolicznościach do Szanghaju. Li wraz z rządem republikańskim przeniósł się do Kantonu.
Po upadku Kantonu w listopadzie 1949 Czang sformował nowy rząd w Chongqingu, natomiast wciąż formalnie będący prezydentem Li udał się Stanów Zjednoczonych, oficjalnie na leczenie. Podczas pobytu w USA Li prowadził kampanię przeciwko Czangowi, w czym miał zapewnione poparcie CIA i sekretarza stanu Marshalla. Ostatecznie rząd amerykański nie udzielił reżimowi Kuomintangu żadnej pomocy. W międzyczasie w grudniu 1949 roku Czang wraz z ostatnimi siłami nacjonalistycznymi wycofał się na Tajwan.
Po przybyciu na Tajwan Li został decyzją parlamentu złożony 1 marca 1950 z urzędu pod zarzutem dezercji, a funkcję prezydenta ponownie objął Czang Kaj-szek. W 1954 roku Li został pozbawiony także funkcji wiceprezydenta.
20 lipca 1965 w porozumieniu z premierem ChRL Zhou Enlaiem Li powrócił na kontynent, co w Chinach kontynentalnych uznano za przejaw patriotyzmu, zaś na Tajwanie za zdradę. Li zmarł w szpitalu w Pekinie 30 stycznia 1969, prawdopodobnie otruty z rozkazu Kang Shenga.